# Белло, Раймон
Раймон Белло (фр. Raymond Bellot; 9 июня 1929, Альфорвиль — 24 февраля 2019[…], Нант, метрополия Франции) — французский футболист, играл на позиции полузащитника. Бронзовый призёр чемпионата мира 1958 года.

## Клубная карьера
Во взрослом футболе дебютировал в 1946 году выступлениями за команду клуба «Амикаль де Люсе», в которой провёл один сезон.
Впоследствии с 1950 по 1955 год играл в составе команд клубов «Расинг» (Париж) и «Тулуза».
Своей игрой привлёк внимание представителей тренерского штаба клуба «Монако», к составу которого присоединился в 1955 году. Сыграл за команду из Монако следующие три сезона своей игровой карьеры. Большую часть времени, проведённого в составе «Монако», был основным игроком команды.
Завершил профессиональную игровую карьеру в клубе «Стад Франсе», за команду которого выступал на протяжении 1958—1964 годов.

## Выступления за сборную
В 1958 году был вызван в ряды национальной сборной Франции и включен в её заявку для участия в чемпионате мира 1958 года в Швеции, на котором французы завоевали бронзовые награды. Однако ни на этом турнире, ни в дальнейшем Белло в официальных матчах сборной на поле не выходил.